# Kintai
Kintai (Duits: Kinten in Ostpreußen)  is een plaats in het Litouwse district Klaipėda. De plaats telt 833 inwoners (2001).